# NGC 7150
NGC 7150 је група звезда у сазвежђу Лабуд која се налази на NGC листи објеката дубоког неба.
Деклинација објекта је + 49° 45' 22" а ректасцензија 21h 50m 23,0s. Привидна величина (магнитуда) објекта NGC 7150 износи 13,2. NGC 7150 је још познат и под ознакама ""horseshoe"".